# Padang (Seunagan)
Padang is een bestuurslaag in het regentschap Nagan Raya van de provincie Atjeh, Indonesië. Padang telt 586 inwoners (volkstelling 2010).